# ای‌تی زن برزنجیر
ای‌تی زن برزنجیر یک ستاره است که در صورت فلکی آندرومدا قرار دارد.